# 셰숑크 1세

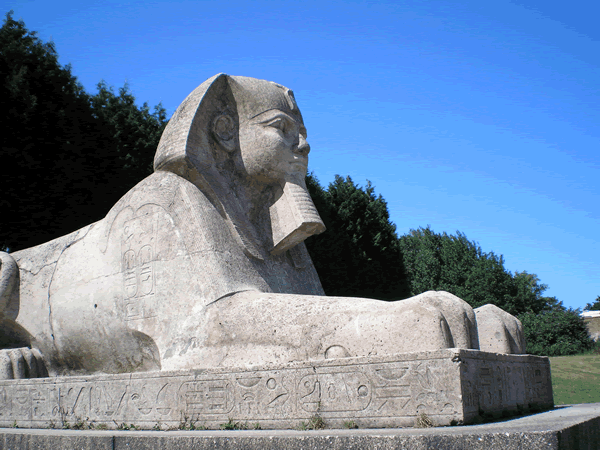

셰숑크 1세(Shoshenq I, 기원전 943년 ~ 기원전 922년)는 고대 이집트 파라오이자 제22왕조의 창시자이다. 성경에는 시삭이라고 되어있고, 업적은 카낙에 위치한 부바스티스 입구에 새겨져있다.

## 성경 속 역사
셰숑크 1세는 성경 열왕기상 11:40, 14:25 및 역대하 12:2~9에서 "시삭"으로 묘사되어있다. 성서에 따르면, 남유다의 왕 르호보암 5년, 시삭이 수도 예루살렘까지 쳐들어 올라와서, 성전보물 및 온갗 왕궁의 모든 보물들을 약탈해갔다고 한다. 이 사건은 메지도에서 발굴된 비석에 묘사하고 있다.
일부 학자들은 출애굽 전승이 이집트의 카르낙 신전에 등록된 파라오 셰숑크 1세가 초기 북 이스라엘 왕국이 이집트 군대에 패배했을 때 이집트 점령에 대항하는 투쟁에서 등장했다고 주장한다. "그들은 이집트와의 투쟁에 대한 의미에서 동사 'lh “올라가다 혹은 몰아가다”가 원문(출 32,4b; 열왕기상 12,28c)에서 사용되었다고 주장했다. 즉, “이것들이 너의 신들이니 이스라엘아, 너를 이집트 땅에서 ‘올린’ 신들이다”(출 32,4b; 열왕기상 12,28c)라는 말씀의 원형은 "이것들이 너의 신들이니 이스라엘아, 너를 이집트 땅을 ‘대항하여 전쟁을 벌인’ 신들이다”라는 것이다. 원래의 동사 'lh는 아마도 “야훼”의 명령 아래 단순한 여정의 개념에 국한되지 않았을 것이다. 오히려, 그것은 전투와 전쟁과 연관된 야훼의 행동을 나타냈다. 후대가 되어서야 동사 'lh의 의미가 확장되었고, 이스라엘에서 있었던 이집트를 대항한 전투에 대한 이야기가 이스라엘이 이집트를 떠나는 여정에 대한 이야기로 그 의미가 변질되었을 것으로 추정된다.

## 같이 보기
- 남유다

1. ↑  KAEFER, J. A. (n.d.). The Exodus as a tradition from Northern Israel under the leadership of “El” and “Yahwéh” in the form of a young bull. 441: The exodus as a tradition from northern Israel (José Ademar Kaefer). https://www.servicioskoinonia.org/relat/441e.htm